# كليوباترا (مغنية)
كليوباترا (باليونانية: Κλεοπάτρα)‏ هي مغنية يونانية، ولدت في 1963 في أثينا في اليونان.

## وصلات خارجية
- كليوباترا على موقع IMDb (الإنجليزية)